# Eta Crateris
Eta Crateris (30 Crateris) é uma estrela na direção da constelação de Crater. Possui uma ascensão reta de 11h 56m 00.98s e uma declinação de −17° 09′ 02.9″. Sua magnitude aparente é igual a 5.17. Considerando sua distância de 285 anos-luz em relação à Terra, sua magnitude absoluta é igual a 0.46. Pertence à classe espectral A0V. É uma estrela variável.